# Andréas Grahm
Sam Robin Andréas Grahm, född den 1 september 1987 i Kristianstads Heliga Trefaldighets församling, är en svensk fotbollsspelare (anfallare).

## Karriär
Grahm är uppväxt i Kulltorp i Kristianstad och började sin fotbollskarriär i Nosaby IF innan han som åtta- eller nioåring hamnade i Kristianstads FF. 2006 spelade han för Rinkaby GoIF och 2007 för Fjälkinge IF.
2008–2010 var det spel i VMA IK som gällde. Efter säsongen 2010 fick Grahm ta emot en utmärkelse för bästa anfallare i Division 2 Östra Götaland. Han vann även skytteligan den säsongen med 23 gjorda mål. Till säsongen 2011 gick han till allsvenska Trelleborgs FF, där han spelade fram till 2013.
I februari 2013 skrev Grahm på ett tvåårskontrakt med Superettan-klubben Ängelholms FF. Efter ett år i klubben gick han i februari 2014 till division 1-klubben Kristianstads FF, där han tidigare har spelat ungdomsfotboll. Under säsongen 2015 gjorde Grahm 19 mål och slutade på tredje plats i Division 1 Södras skytteliga. Efter säsongen förlängde han sitt kontrakt med två år. 2016 bytte klubben namn till Kristianstad FC. I december 2017 förlängde han sitt kontrakt med två år.
I augusti 2018 återvände Grahm till moderklubben Nosaby IF. Han debuterade och gjorde två mål den 7 augusti 2018 i en 3–3-match mot Ifö/Bromölla IF.